# پیوستگی (آماری)
در علم آمار این اصطلاح حاکی از هرگونه ارتباطی بین دو متغیر است که آنها را از نظر آماری به یکدیگر وابسته می‌کند. اصطلاح پیوستگی به طور وسیعی به هرگونه ارتباطی اشاره دارد، درحالیکه اصطلاح محدودتر یعنی همبستگی بیشتر به رابطهٔ خطی بین دو متغیر اشاره دارد.
در پژوهش‌های کمی، اصطلاح پیوستگی غالباً برای تأکید بر اینکه رابطهٔ مورد بحث ضرورتاً علی نیست بکار برده می‌شود. (نگاه کنید به مغالطه علت شمردن همبستگی.)